# کوه تورنگات
کوه تورنگات (به انگلیسی: Torngat Mountains) یک رشته‌کوه در کانادا است که در نیوفاندلند و لابرادور واقع شده‌است. کوه تورنگات ۱٬۶۵۲ متر بالاتر از سطح دریا واقع شده‌است.